# Konwencja Narodów Zjednoczonych o prawie morza
Konwencja Narodów Zjednoczonych o prawie morza (Konwencja jamajska, Konwencja o prawie morza, ang. United Nations Convention on the Law of the Sea; UNCLOS) – umowa międzynarodowa wypracowana podczas obrad III Konferencji Prawa Morza ONZ, podpisana 10 grudnia 1982 w Montego Bay na Jamajce. Obecnie stanowi podstawowy dokument prawny w dziedzinie prawa morza. Została ratyfikowana przez 168 państw i Unię Europejską. Również państwa, które konwencji nie ratyfikowały (jak np. Stany Zjednoczone) a nawet jej nie podpisały (np. Turcja) wskazują na tę umowę jako na kodyfikację zwyczajowego prawa morza i powołują się na jej postanowienia.
Polska ratyfikowała Konwencję 6 listopada 1998 r. na podstawie ustawy z 2 lipca 1998  Dokument ratyfikacyjny został przekazany depozytariuszowi 13 listopada 1998 r. zgodnie z artykułem 306 konwencji

## Historia
Konwencja jamajska nie jest pierwszą umową wielostronną regulującą kwestie związane z prawem morza. Najważniejszymi aktami ją poprzedzającymi są cztery konwencje opracowane przez Organizację Narodów Zjednoczonych podczas I Konferencji Prawa Morza w 1958 w Genewie. Uregulowały one podstawowe zagadnienia związane z morzem terytorialnym i strefą przyległą, morzem otwartym, rybołówstwem i konserwacją zasobów żywych morza otwartego oraz szelfem kontynentalnym. Nie była to jednak pełna kodyfikacja, a część kwestii spornych pozostała nierozstrzygnięta. Rozwiązania nie przyniosła również II Konferencja z 1960 roku. W związku z powyższym ONZ postanowiło o rozpoczęciu prac nad nowym porozumieniem, które objęłoby swym zasięgiem jak najszerszy zakres kwestii wymagających uregulowania.
Trzecia konferencja prawa morza ONZ rozpoczęła się 3 grudnia 1973 w Nowym Jorku i zakończyła 10 grudnia 1982 w Montego Bay. W jej pracach wzięło udział 157 uczestników, którzy obradowali podczas jedenastu sesji. W wyniku jej działań opracowano i przyjęto Konwencję o prawie morza, która oprócz kodyfikacji dotychczasowych zwyczajów, wprowadziła nowe regulacje obejmujące sposoby eksploatacji, badania i ochrony poszczególnych obszarów morskich. Powyższe względy spowodowały uznanie III konferencji prawa morza ONZ za jedną z największych i najbardziej znaczących konferencji w historii stosunków międzynarodowych.

## Struktura
Państwa, które ratyfikowały Konwencję
     Państwa, które podpisały Konwencję, lecz jej nie ratyfikowały
     Pozostałe państwa

Państwa, które ratyfikowały Konwencję
Państwa, które podpisały Konwencję, lecz jej nie ratyfikowały
Pozostałe państwa

Strefy morskie w prawie międzynarodowym

Konwencja obejmuje łącznie 320 artykułów i 9 załączników. Ujęta została w 17 części, spośród których część dodatkowo podzielono na rozdziały i podrozdziały.
- I. Wstęp
- II. Morze terytorialne i strefa przyległa
- III. Cieśniny wykorzystywane do żeglugi międzynarodowej
- IV. Państwa archipelagowe
- V. Wyłączna strefa ekonomiczna
- VI. Szelf kontynentalny
- VII. Morze pełne
- VIII. Reżim prawny wysp
- IX. Morza zamknięte lub półzamknięte
- X. Prawo dostępu państw śródlądowych do morza i od strony morza oraz wolność tranzytu
- XI. Obszar
- XII. Ochrona i zachowanie środowiska morskiego
- XIII. Morskie badania naukowe
- XIV. Rozwijanie i przekazywanie technologii morskiej
- XV. Załatwianie sporów
- XVI. Postanowienia ogólne
- XVII. Postanowienia końcowe

## Postanowienia
Konwencja dokonała klasyfikacji obszarów morskich, wyznaczając ich zasięg oraz określając takie pojęcia jak prawo pościgu, prawo wizyty i rewizji, czy piractwo.
Ponadto na mocy Konwencji utworzono: Międzynarodową Organizację Dna Morskiego, Międzynarodowy Trybunał Prawa Morza oraz Komisję Granic Szelfu Kontynentalnego. Ze względu na duży zakres regulacji, przedmiotowy i przestrzenny (morza to powierzchnia 2/3 Ziemi), konwencję określa się jako "konstytucję mórz". W zasadzie poza zakresem regulacji konwencji znalazła się jedynie działalność wojskowa na morzu, z wyjątkiem praw żeglugowych.

### Klasyfikacja obszarów morskich
Obszary wchodzące w skład terytorium państwowego (wód terytorialnych):
- morskie wody wewnętrzne,
- wody archipelagowe,
- morze terytorialne.

Obszary podlegające ograniczonej jurysdykcji lub suwerenności państw:
- strefa przyległa,
- strefa wyłącznego rybołówstwa,
- szelf kontynentalny,
- wyłączna strefa ekonomiczna.

Obszary poza granicami jurysdykcji państw:
- morze pełne/morze otwarte,
- dno mórz i oceanów/obszar.